# Esposalles

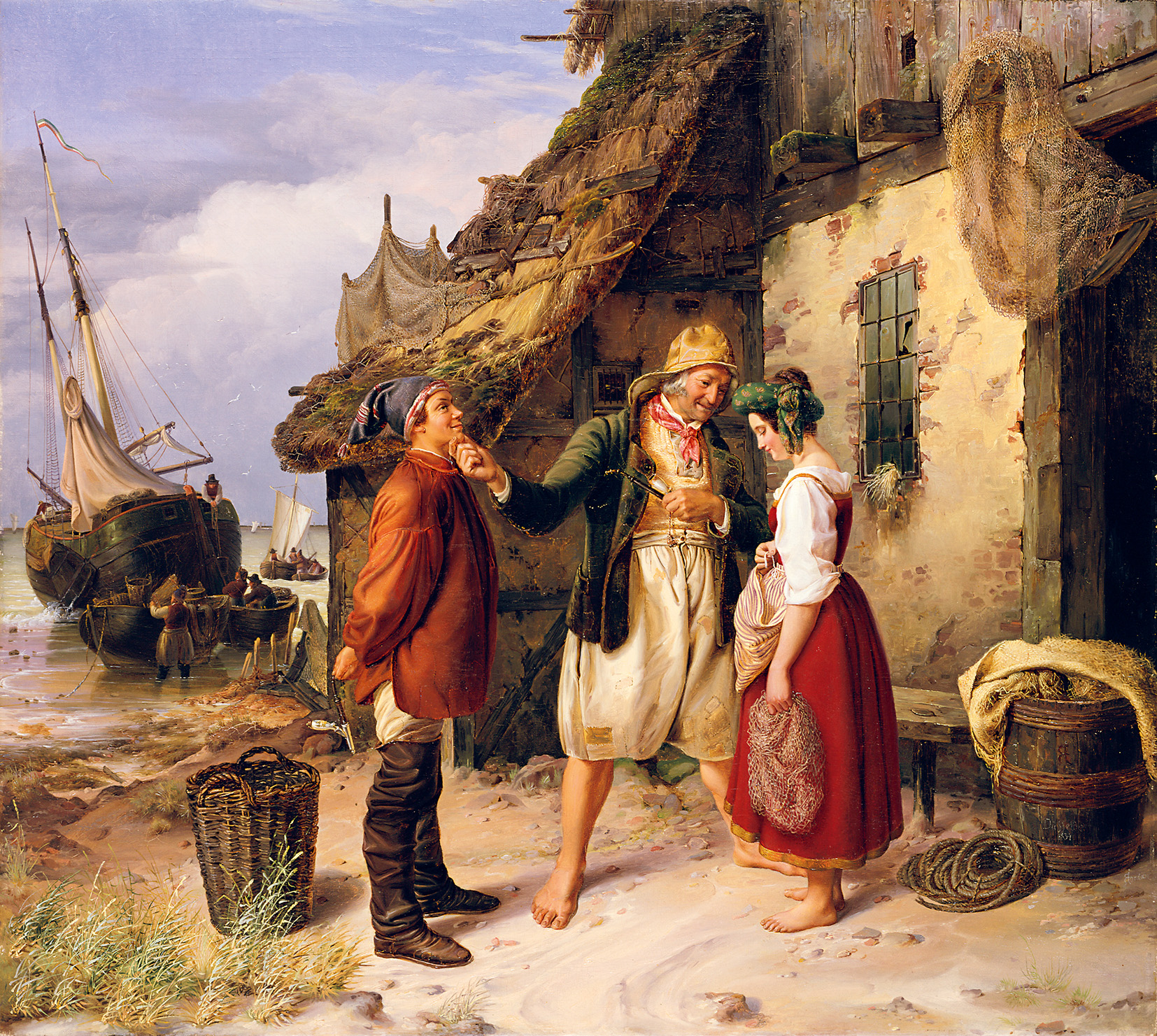
Proposició de casament, de Rudolf Jordan a l'illa de Helgoland (1834).

Les esposalles, prometatge, festeig, nuviatge o esposori són una cerimònia usual en algunes cultures antigues i també en altres modernes en la qual els qui tenen intenció de casar-se es prometen mútuament celebrar el matrimoni. També se li diu prometatge És, doncs, una cerimònia o acte previ al matrimoni, consistent en el compromís mutu de casament ja que s'han donat paraula de casament. Aquesta promesa mútua de casar-se no obliga al matrimoni, però sí a la restitució de les donacions i a la reparació dels danys causats, en el cas que no s'arribés a contreure.
Durant aquest període, es diu que els membres de la parella són nuvis, promesos o compromesos. La durada depèn en gran manera de les normes culturals o de l'acord de les parts implicades.
En molts pobles constituïa un acte solemne, on hi intervenien no només els dos promesos sinó llurs famílies, parents i amics i sovint hi havia  la presència del sacerdot o del cap religiós. L'acte comportava l’intercanvi dels dons esponsalicis. En els rituals matrimonials semites la part corresponent a les esposalles inclou el consentiment dels promesos i la donació de l’anell a l futura esposa.
Actualment, a Espanya, el Codi Civil en regula la institució, de les esposalles, i no té la importància que va tenir en temps passats perquè és un acte preparatori que conclou amb l’enllaç matrimonial i que no exigeix cap tipus de formalitat (no ha de recollir-se per escrit, en escriptura pública etc); és a dir, les persones que es comprometen no signen cap contracte i no tenen obligació de contreure matrimoni i l’única conseqüència que pot derivar-se de l’incompliment d’una promesa de matrimoni és el rescabalament dels danys econòmics soferts.

## Orígens i història
Els orígens del europeus en la pràctica del matrimoni es troben a la llei jueva (Torah), exemplificada per primera vegada per Abraham, i esbossada al darrer tractat talmúdic de Naixim (Dones), on el matrimoni consisteix en dos actes separats, anomenats erusin (o kiddushin, que significa santificació), que és la cerimònia del compromís, i nissu'in o chupah, la cerimònia definitiva del matrimoni. Erusin canvia l'estatus interpersonal de la parella, mentre que nissu'in provoca les conseqüències legals del canvi d'estatus. Tanmateix, en el Talmud i en altres fonts del dret jueu també hi ha un procés, anomenat Kidush, que correspon al que es diu compromís. Casar-se sense aquest acord es considera immoral.
A l'Antiga Grècia el contracte fet davant del testimoni era només verbal.
A l'antiga Roma, les esposalles es concebien com un pacte o contracte previ a l’enllaç, més aviat un compromís social que no pas jurídic. Va ser amb la influència cristiana quan va començar a concebre's com un vincle d’obligat compliment per als futurs esposos i també pels seus familiars. A més, es creava una relació personal entre els compromesos que, en alguns aspectes, s'equiparava a la dels consorts. En l’època justiniana van començar a establir-se algunes causes desencadenants de la dissolució de les esposalles, com la impotència, una vida moral escandalosa, l’elecció d’una vida monàstica per part de qualsevol dels nuvis o la diversitat de religió entre els promesos. Al Digest, una compilació o recull de jurisprudència romana clàssica promulgada el 533 per Justinià I., s'assenyalava que la promesa de futures núpcies s'efectuava per mitjà d’un contracte verbal solemne (sponsio). Calia que els participants tinguessin a l’almenys set anys d’edat. Una de les conseqüències de l'acord era la fixació d'un dot que lliurava la família de la núvia. Per celebrar unes noves esposalles era requisit imprescindible anul·lar les anteriors. En l’àmbit personal, aquesta institució creava intensos vincles familiars entre els nuvis i els seus familiars. Fins i tot es van incorporar arres com a garantia de compliment de la promesa nupcial: consistien en una determinada quantitat de diners que un dels nuvis lliurava a l’altre i que perdia en favor d’aquest si, finalment, renunciava a contreure matrimoni. Si l’incomplidor era el segon, havia de proporcionar el primer el doble de l’import rebut. En cas de defunció d’un dels futurs cònjuges, l’altre tenia dret a recuperar el lliurat, inclosa la garantia i els regals. La mort de tots dos dissolia la institució.
Per altra banda, la donació de l'anell de compromís va ser una aportació del judaisme a la llei romana del matrimoni.
A la novel·la cavalleresca Tirant lo Blanc (1490), capítol CCXX, Joanot Martorell retrata les esposalles del protagonista: "Fetes que foren les esposalles ab gran triümfo, ab danses e singular col·lació, volgué l’Emperador que en l’endemà se fessen les bodes per ço que no detinguessen la partida de Tirant; e així fon fet. E foren-hi fetes molt grans festes de juntes, e danses e momos, e molts altres entramesos qui ennobliren la festa; e tothom estava content sinó lo miserable de Tirant".
L'Arxiu Capitular de Barcelona conserva un fons documental únic: la sèrie de llibres de llicències d’esposalles on s'hi registraven el pagament del tribut que la Seu de Barcelona percebia d’aquells que volien contreure matrimoni canònic a la diòcesi de Barcelona des del 1451 fins al 1905. Obeeix a una taxa que gravava les núpcies per pagar la construcció de la seu. En el XVII, els nobles celebraven matrimoni per 12 lliures; els pobres, «per amore Dei». Hi ha uns dos milions de noms amb els corresponents cognoms i  gairebé 600.000 esposalles recollides en 287 volums. No hi ha cap sèrie similar en altres bisbats per una cronologia i llarga.

## Les esposalles com un intercanvi social i econòmic
Des de l'edat mitjana fins a la irrupció del liberalisme i el triomf de la Revolució Industrial, les esposalles eren un fet de dret que legitimava una pròxima unió entre un noi i una noia amb el consentiment de llurs famílies. Però alhora era un fet social i econòmic transcendent per les famílies de la futura muller i del futur l'espòs: el matrimoni, a pagès i a ciutat, era un acte calculat i planificat de la màxima importància econòmica. Per regla general la constitució del dot (béns aportats per la muller) i de l’esponsalici (béns aportats per l’espòs), en escriptura pública, precedia la celebració del matrimoni. Amb el temps aparegueren els capítols matrimonials que eren una mena de síntesi dels anteriors. Als masos, l’objectiu principal del matrimoni a pagès havia de ser garantir un hereu a la família, desgastada ja pel treball i l’edat; altres fills podien ser un complement important de força de treball si la superfície de l’explotació ho requeria (eren els concos que residien a la casa pairal sense casar-se); i, finalment, les filles en l’edat del matrimoni entraven en un mercat d’abast local i comarcal on les famílies pageses s'intercanviaven noies amb els diners que cadascuna valia o aportava en forma de dot. A ciutat, en famílies menestrals i d'oficis, l'objectiu del matrimoni era crear, ampliar o complementar el negoci existent. En les grans famílies era el manteniment i acumulació de riquesa. En resum, la unió matrimonial dirigida per la família i el pagament del dot constituïen un teixit d’aliances.
Aquest model durà fins a la consolidació d'una societat industrial i terciària. A Europa, més a menys fins al primer quart del segle xx. Un estudi de l'antropòleg i sociòleg Pierre Bourdieu ho il·lustra. A Bearn, al vessant francès del Pirineu, fins a 1914 el sistema matrimonial funcionà perfectament: una família era igual a un casa, al mateix temps que un casa era sinònim d'una unitat econòmica autònoma. En cada casa, l'home primogènit era cridat a heretar la propietat de la casa i l'activitat agrícola. Per a la resta de fills es desenvolupaven un altre tipus d'estratègies. Per exemple, les filles eren destinades pels pares per a casar-se amb hereus més o menys pròxims mitjançant regles econòmiques i simbòliques establertes i, més o menys, rígides. El mercat matrimonial, les estructures econòmiques de la comunitat i la família representaven un tot orgànic organitzat, equilibrat pels seus propis mecanismes. Així, el sistema matrimonial assegurava el present i el futur de l'explotació familiar i assegurava una vellesa als primogènits. Però, aquest esquema canvià amb el creixement demogràfic del poble versus els masos i, sobretot, pel canvi en les activitats econòmiques. La vida al poble deixà de girar al voltant dels oficis complementaris de l'agricultura perquè la societat es terciaritza i s'amplien les distàncies socials i simbòliques entre el model urbà de la ciutat i el dels masos. Això provocarà la ruptura del sistema tradicional de reproducció a través de la transformació dràstica del mercat matrimonial i de les formes de dominació simbòlica (la vida urbana, els seus costums, roba, música... seran els predominants). Els fills menors, exclosos de la terra, i les filles busquen instal·lar-se fora dels masos en oficis del sector terciari que es comença a desenvolupar. Els canvis de costums imposats per la vida moderna tornen obsolets els usos tradicionals. Si en un moment donat el matrimoni d'una
filla amb un primogènit d'una altra família era una de les situacions socials més valorades, en el moment en el qual Bourdieu fa el seu treball (anys seixanta del segle passat) ja fa anys que s'ha produït la ruptura del sistema.

## Celebració
La forma de celebració de les esposalles podia dur-se a terme de diferents formes: en unes ocasions, la simple promesa produïa efectes esponsalicis, en unes altres era un jurament i el lliurament d'arres i anells. Aquesta simplicitat en la forma de celebració de les esposalles implicava en ocasions grans litigis que van originar la Pragmàtica de 1803, segons la qual "Cap tribunal eclesiàstic ni civil admetria demanda d'esposalles no sent promesos per escriptura pública".

## Drets legals de la dona
Plantilla:Further
Els drets legals d'una esposa han estat objecte de debat des del segle xix moltes jurisdiccions. El tema va ser abordat en particular per John Stuart Mill a La submissió de les dones (1869). Històricament, moltes societats han atorgat conjunts de drets i obligacions als esposos que difereixen enormement dels conjunts de drets i obligacions atorgats a les esposes. En particular, el control de la propietat conjugal, els drets d'herència i el dret a dictar les activitats dels fills del matrimoni, generalment s'han atorgat als esposos homes. No obstant això, aquesta pràctica es va reduir en gran manera en molts països en el segle xx, i les lleis més modernes tendeixen a definir els drets i deures d'un cònjuge sense referència al gènere. Entre els últims països europeus a establir la plena igualtat de gènere en el matrimoni es troben Suïssa, Grècia, Espanya, i França. a la dècada de 1980. No obstant això, en diverses lleis matrimonials a tot el món, l'espòs encara conserva autoritat. Per exemple, el Codi Civil de l'Iran estableix a l'Article 1105: "En les relacions entre espòs i esposa, la posició del cap de la família és el dret exclusiu de l'espòs".